# Chant de bataille
Albums de Matt
R&B 2 Rue
(2001) Phoenix 2006
(2006)
Chant de bataille est le troisième album du chanteur Matt.

## Liste des titres
1. Soriane Houston 2004 (Skit)
2. Chant de bataille
3. Ultime round (Skit)
4. Miss
5. Hit Box (Skit)
6. Hotel Motel
7. Le Front (Skit)
8. Nous contre eux
9. Muse (Skit)
10. Wicked
11. Dance Soul (Skit)
12. Chabine
13. Block VIP.
14. Sans titre (Skit)
15. Piégé
16. Paparazzi
17. Temps mort (Skit)
18. Music
19. Absorbe mes pensées
20. Lache-Moi
21. L'Œuvre de Dieu
22. Bonus track: Tell It Like It Ss

## Classements
| Pays          | Meilleure position | Semaines classées |
| ------------- | ------------------ | ----------------- |
| France        | 4                  | 19                |
| Belgique (Fr) | 19                 | 5                 |
| Suisse        | 63                 | 2                 |

## Référence
1. ↑  lescharts.com